# Emanuel A. Friedman
Emanuel A. Friedman, né le 9 juin 1926 à Brooklyn, New York, est un gynécologue-obstétricien américain.
Il est connu pour avoir créé une courbe de l'évolution du travail obstétrical qui représente la dilatation du col en fonction du temps, c'est la courbe de Friedman.
Sa courbe est mondialement connue et utilisée quotidiennement dans les départements d'obstétrique.